# Moisés Corozo
Moisés David Corozo Cañizares (Guayaquil, 25 ottobre 1992) è un calciatore ecuadoriano, difensore dell'Olmedo.

## Carriera

### Club
Ha giocato nella prima divisione ecuadoriana.

### Nazionale
Nel 2019 ha giocato una partita con la nazionale ecuadoriana.

## Palmarès

### Club

#### Competizioni nazionali
- Primera Categoría Serie B: 1

Macará: 2016
- Copa Ecuador: 1

El Nacional: 2024